# Baie d'Ungava
Pour les articles homonymes, voir Ungava (homonymie).
La baie d’Ungava (prononcer [uŋɡava] ; anglais : Ungava Bay) est une large baie située dans le nord québécois séparant, avec le détroit d'Hudson, le Nunavik (au Québec) de l’île de Baffin (au Nunavut). La rive de cette baie a une longueur d'environ 180 kilomètres et couvre une surface estimée à 50 000 km2. Elle est plutôt peu profonde, bien qu’à sa jonction avec l’océan Arctique, elle atteigne une profondeur d’environ 150 mètres.
Quelques îles sont situées dans la baie d’Ungava. La plus large, l’île Akpatok, ainsi que quelques autres situées au nord du soixantième parallèle, font partie du territoire du Nunavut. Les îles plus petites, situées au sud de ce parallèle appartiennent au Québec.

## Géographie

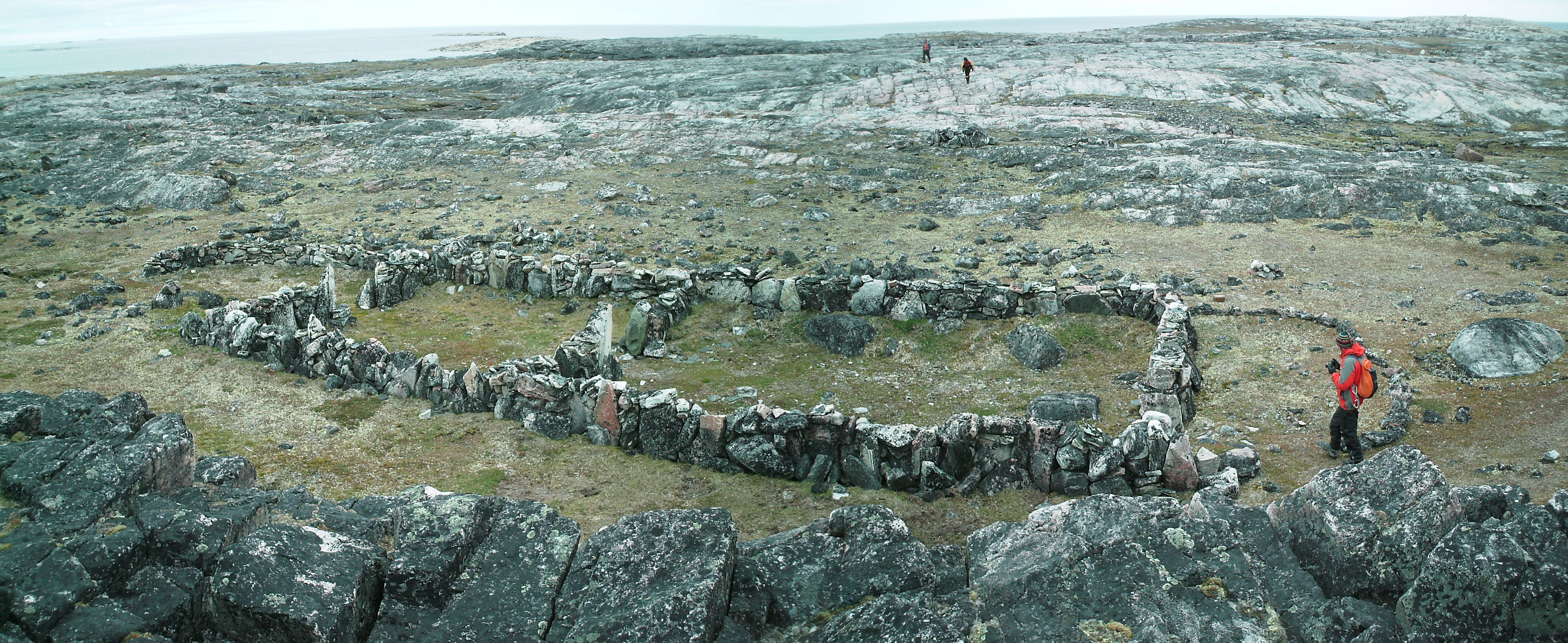
Ruine d'un édifice en pierre de la culture de Dorset (île de Pamiok).

### Climat
Bien qu’elle soit située près de l’océan Atlantique, la baie d’Ungava fait partie du passage du Nord-Ouest et donc de l’océan Arctique, car les terres l’entourant possèdent un climat de type arctique. Du fait de l’influence du courant du Labrador, même les étés sont trop froids pour qu’un arbre puisse y pousser. La seule végétation à cette latitude est la toundra. Par exemple, les températures estivales de Kuujjuaq, un village situé à environ vingt kilomètres de la rivière-Koksoak, sont aux alentours de 7 °C, alors que les températures hivernales avoisinent les −20 °C. La quantité moyenne de précipitations annuelles se situe entre 400 et 450 mm. La majorité de ces précipitations surviennent en été.

### Topographie sous-marine
Des observations topographiques sous-marines de la baie indiquent la présence d'une structure circulaire d'environ 220 km de diamètre dont le centre est situé à environ 50 km est-sud-est de l'île Akpatok. Cette structure pourrait être un astroblème.

## Histoire
La légende irlandaise de saint Brendan rapporte que ce moine s'est rendu dans une grande île séparée en deux par un puissant fleuve après un périple de sept ans. Des textes anciens mentionnent en fait des voyages de moines irlandais en Islande, au Groenland et peut-être en Amérique entre 795 et 975. En 1965, Thomas Lee annonce la découverte de ruines circulaires irlandaises au bord de la baie d'Ungava ; d'autres archéologues prouvent par la suite que ces ruines auraient pu être laissées par d'autres Européens, dont les Français.

## Économie

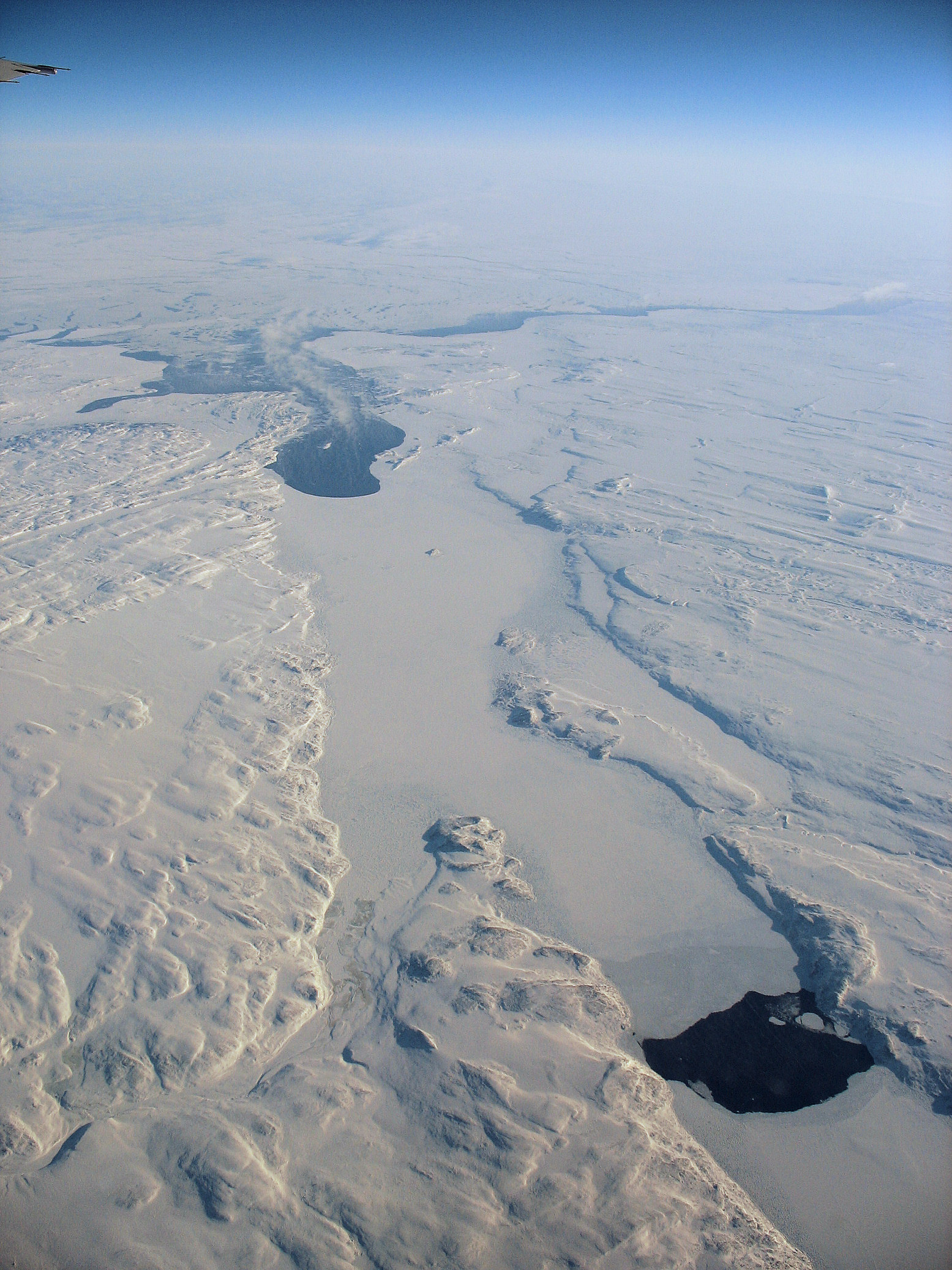
La baie Payne et l'embouchure de la rivière Arnaud, dans la baie d’Ungava.

La baie d'Ungava est entourée par plusieurs villages inuits, dont le plus gros, Kuujjuaq, est situé à l'embouchure du fleuve Koksoak. Autrefois, du fer était extrait des mines de la région, mais en dépit de la grande qualité de minerai, les coûts élevés qu'engendrait le transport de ce dernier vers les grands centres de transformation ont mené à un arrêt de son extraction au début du XXe siècle. Les activités traditionnelles des Inuits constituent donc, encore aujourd'hui, la principale économie de la région avec l'écotourisme.
La section sud-ouest de la baie d'Ungava permet également, avec la baie de Fundy, d'observer la deuxième, sinon la plus importante, marée au monde. Certains experts estiment que le marnage à l'embouchure de la rivière aux Feuilles peut atteindre 17 à 20 mètres. On a vainement tenté d'y développer l'énergie marémotrice, mais on a abandonné l'idée à cause du climat arctique extrême et, phénomène non négligeable, du fait que l'eau n'est libre de glaces que pendant une courte période de l'année.

### Villages de la baie
- Aupaluk
- Kangiqsualujjuaq
- Kangirsuk
- Kuujjuaq
- Quaqtaq
- Tasiujaq